# Dinochloa matmat
Dinochloa matmat är en gräsart som beskrevs av Soejatmi Dransfield och Elizabeth A. Widjaja. Dinochloa matmat ingår i släktet Dinochloa och familjen gräs.
Artens utbredningsområde är Java. Inga underarter finns listade i Catalogue of Life.